# Offutt Air Force Base
Offutt AFB is een belangrijke vliegbasis van de USAF en een plaats (census-designated place) in de Amerikaanse staat Nebraska, en valt bestuurlijk gezien onder Sarpy County. De basis ligt ten zuiden van Bellevue, een voorstad van Omaha.

## Demografie
Bij de volkstelling in 2000 werd het aantal inwoners vastgesteld op 8901.

## Geografie
Volgens het United States Census Bureau beslaat de plaats een oppervlakte van 11,3 km², waarvan 10,9 km² land en 0,4 km² water.

## Plaatsen in de nabije omgeving
De onderstaande figuur toont nabijgelegen plaatsen in een straal van 16 km rond Offutt AFB.

## De vliegbasis
Offutt AFB was oorspronkelijk een legerbasis, gebouwd tussen 1884 en 1896, genaamd Fort Crook. In 1924 werd de naam veranderd in Offutt Field, als eerbetoon aan Jarvis J. Offutt, een Amerikaanse piloot die bij de Royal Air Force vloog in de Eerste Wereldoorlog en boven Frankrijk werd neergeschoten.
Tijdens de Tweede Wereldoorlog werden de B-29-bommenwerpers Enola Gay en Bockscar op Offutt Field omgebouwd voor het vervoer van de eerste atoombommen.
In 1948 werd de basis overgedragen naar de United States Air Force en kreeg de naam Offutt Air Force Base. In de Koude Oorlog was hier het hoofdkwartier van het Strategic Air Command (SAC) gevestigd. Na de sluiting van het SAC werd op de basis het United States Strategic Command gevestigd. De basis is anno 2013 de thuishaven van de 55e Wing, de grootste wing in het Air Combat Command. Deze wing opereert vooral strategische verkenningsvliegtuigen (Boeing RC-135, EC-135), evenals de Boeing E-4 vliegende commandoposten die door de Amerikaanse president en hoge regeringsfunctionarissen worden gebruikt.